# Templo da Vitória (Rio de Janeiro)

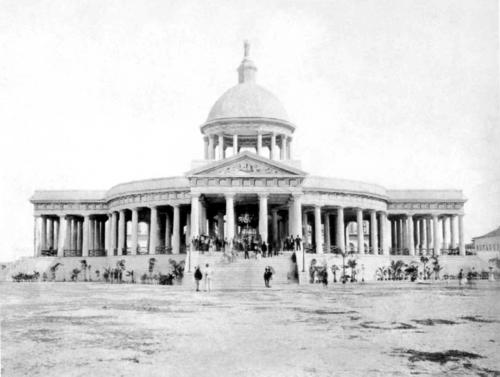
Templo da Vitória em 1870

O Templo da Vitória foi um monumento construído no Rio de Janeiro para celebrar a vitória brasileira na Guerra do Paraguai.

## História
O Campo de Santana foi escolhido para sediar um monumento em homenagem ao triunfo brasileiro na Guerra do Paraguai. O Templo da Vitória foi inaugurado no dia 10 de julho de 1870 e mesmo tendo uma aparência de robustez a construção, basicamente uma fachada de madeira, gesso e lona, ficou de pé por apenas uma semana. Hoje no local fica a Praça da República.